# Priorado

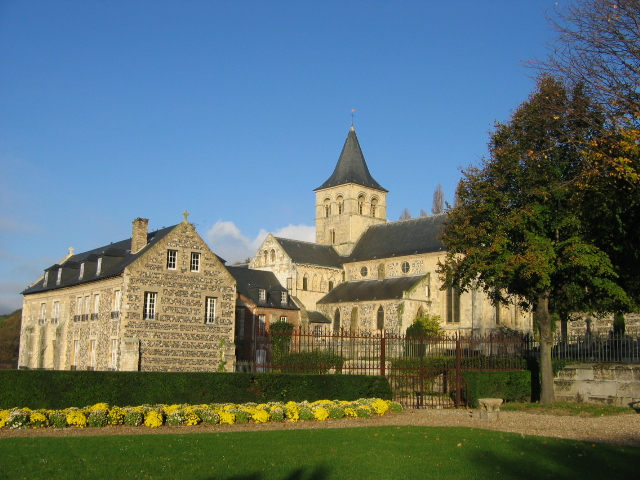
Priorado de Graville, França.

Priorado é a designação que recebe qualquer mosteiro dirigido por um prior, ainda que o termo seja utilizado também pelos Dominicanos, Agostinhos eremitas, Cartuxos, Carmelitas e Servitas para designar as suas abadias.
Existe ainda a separação entre priorados conventuais e priorados simples ou de obediência, de acordo com a classificação, por exemplo, das Ordens militares. Os primeiros consistem em mosteiros não governados por abade por não incluírem os doze monges necessários para o estatuto de abadia ou por outras razões. Os priorados simples estão dependentes de uma abadia e estão sujeitos à autoridade do seu abade.